# Werksfürsorge Zollverein
Die Werksfürsorge Zollverein war eine soziale Einrichtung der Zeche Zollverein und wurde 1928. Sie arbeitete zuletzt bis 1965 im umgebauten Bauernhof Schulte up der Hege. 

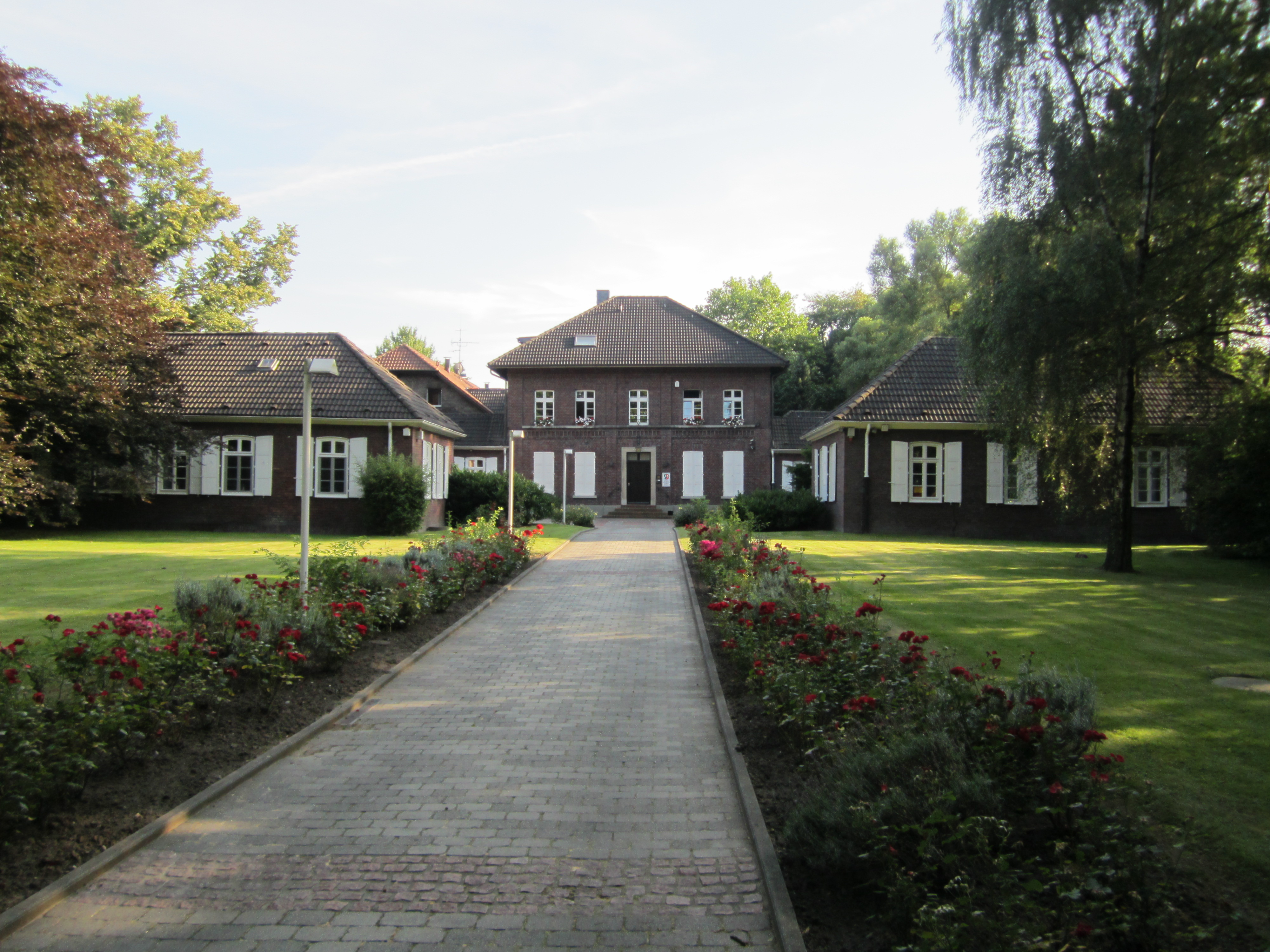
Gebäude, von der Viktoriastraße aus gesehen

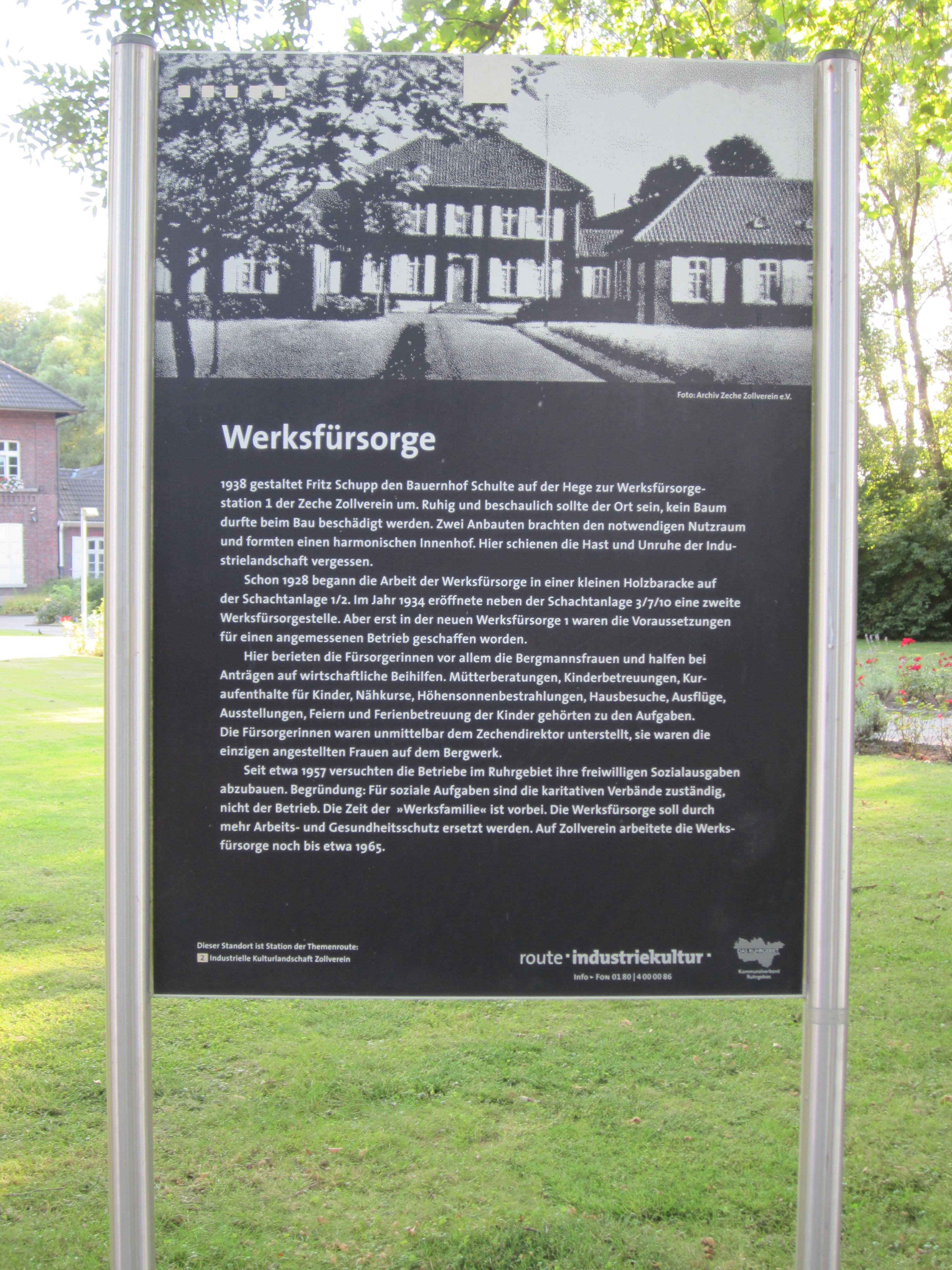
Informationstafel der Route Industriekultur

An der Hegestraße nahe der Siedlung Theobaldstraße liegt der von Fritz Schupp 1938 im Reformstil umgebaute und erweiterte Bauernhof, die damalige Werksfürsorge. Vor diesem Umbau waren die Fürsorgerinnen von 1928 an in einer Holzbaracke direkt am Schacht 1/2, ab 1934 auch nahe der Schacht-Anlage 3/7/10 und in anderen Räumen tätig. 
Die Aufgabe der Fürsorgerinnen konzentrierte sich auf die Frauen der Bergarbeiter. Sie wurden in allen Belangen des täglichen Lebens beraten und unterstützt: Mütterberatung, Unterricht in der Gesundheits- und Säuglingspflege, Koch- und Nähkurse, Höhensonnenbestrahlung (Rachitisprophylaxe), Kinderbetreuung und Kuraufenthalte für Kinder, Unterstützung bei Anträgen auf Beihilfe. Dazu gab es Sprechstunden im Gebäude, aber auch Hausbesuche. Gesellige Veranstaltungen wie Ausflüge, Feiern und Ferienfreizeiten gehörten auch zum Programm.
Die ausgebildeten Fürsorgerinnen waren Angestellte der Zeche und in der damaligen Arbeitswelt etwas Besonderes: sie unterstanden direkt dem Direktor der Zeche Zollverein. 
Ab den 1960er Jahren bauten die Großbetriebe im Ruhrgebiet immer mehr ihre freiwilligen sozialen Leistungen ab; zechenunabhängige karitative Einrichtungen übernahmen diese Aufgaben. Erholungsheime und Kindergärten wurden geschlossen oder von anderen Träger übernommen. Auf Zollverein arbeitete die Werksfürsorge noch bis 1965.